# Welterbesteig Oberes Mittelrheintal
Der Welterbesteig Oberes Mittelrheintal ist ein rund 120 km langer Fernwanderweg durch das UNESCO-Welterbe Oberes Mittelrheintal, der linksrheinisch von Bingen bis Koblenz insgesamt 4.000 Höhenmeter überwindet. Auch wenn der Weg in weiten Teilen dem Rheinburgenweg folgt, führt er auch zu eigenen Höhepunkten wie zum Beispiel der Stadtmauer in Oberwesel.

## Verlauf
Der Weg startet an der Nahemündung in den Rhein am Binger Rheinufer mit Blick auf den Mäuseturm und auf den Rheingau auf der gegenüberliegenden Flussseite mit dem Niederwalddenkmal. Entlang des Rheins führt der Weg immer wieder in tiefe Seitentäler, um dann wieder großartige Ausblicke auf den Fluss zu gewähren. Vorbei an Burgen und Schlössern ist einer der Höhepunkte der Blick auf den sagenumwobenen Loreleyfelsen sowie die größte Rheinschleife bei Boppard. Der Weg endet offiziell am Wanderparkplatz Laubach direkt an der B9 unter der Koblenzer Südbrücke, jedoch lohnen sich auf jeden Fall 4,3 weitere Kilometer zum berühmten Deutschen Eck, dem Zusammenfluss von Rhein und Mosel mit der Seilbahn zur Festung Ehrenbreitstein auf der rechten Rheinseite.

## Markierung
Der Welterbesteig ist gekennzeichnet mit dem weißen Emblem des UNESCO-Welterbes auf magenta-farbenem Grund, Zuwege sind mit dem gleichen Symbol auf gelbem oder orangem Grund markiert.

## Etappen
- Etappe 1 Bingen – Trechtingshausen 12,3 km
- Etappe 2 Trechtingshausen – Niederheimbach 15,9 km
- Etappe 3 Niederheimbach – Bacharach 11,5 km
- Etappe 4 Bacharach – Oberwesel 14,4 km
- Etappe 5 Oberwesel – Hirzenach 24 km
- Etappe 6 Hirzenach – Boppard 19,4 km
- Etappe 7 Boppard – Rhens 15,7 km
- Etappe 8 Rhens – Koblenz 14,9 km

## Sehenswürdigkeiten

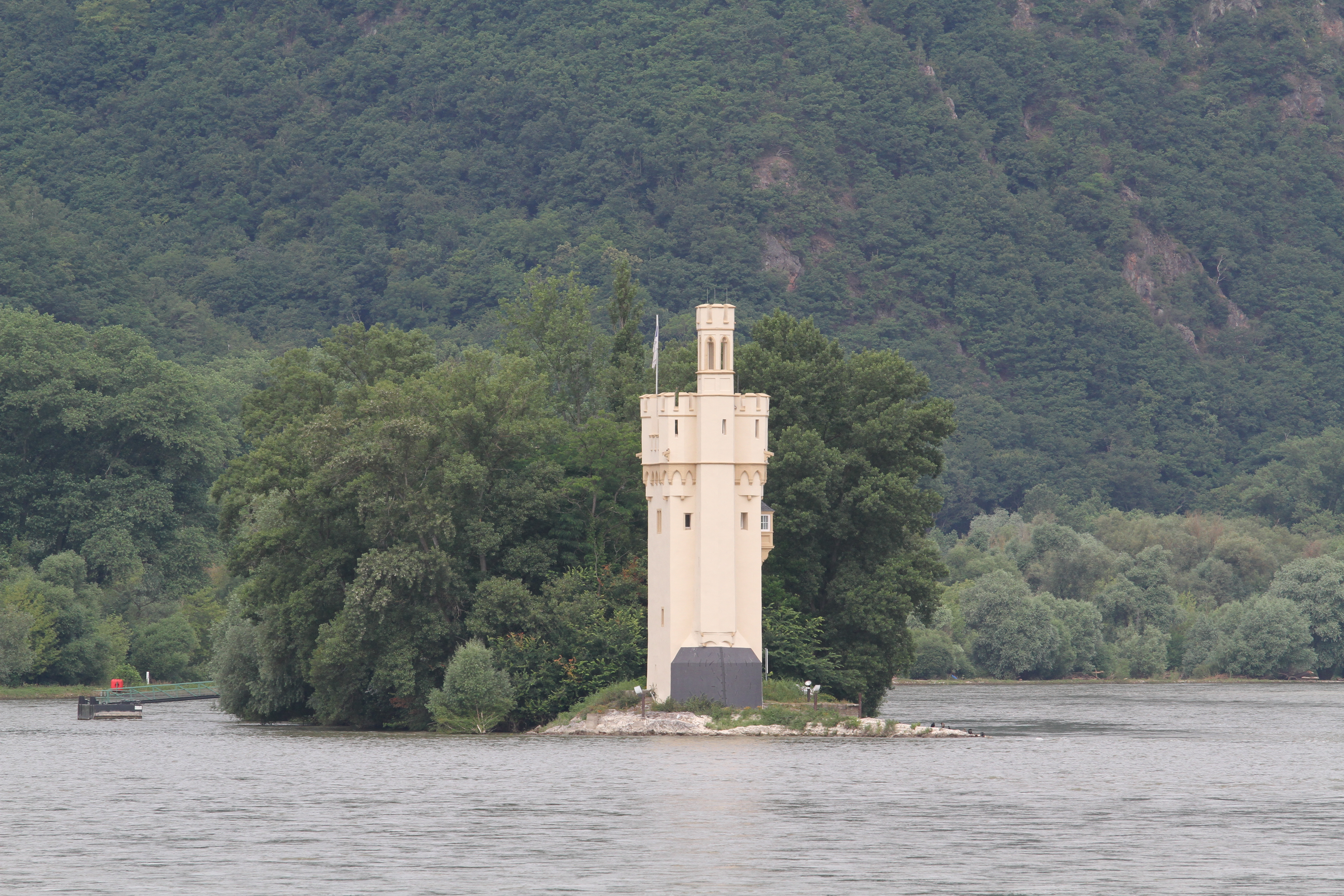
Binger Mäuseturm
Burg Rheinstein
Burg Reichenstein mit Museum
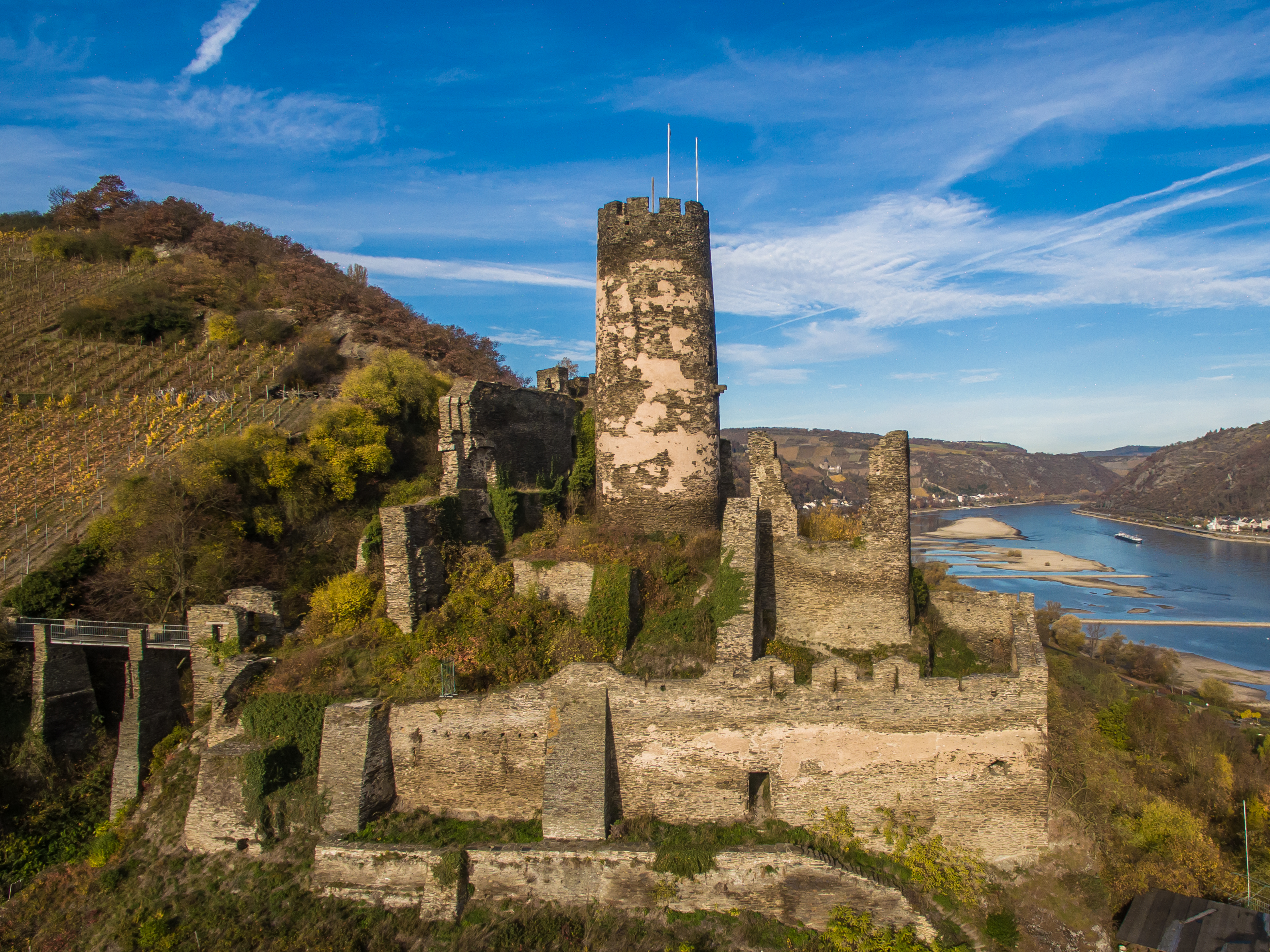
Ruine Fürstenberg
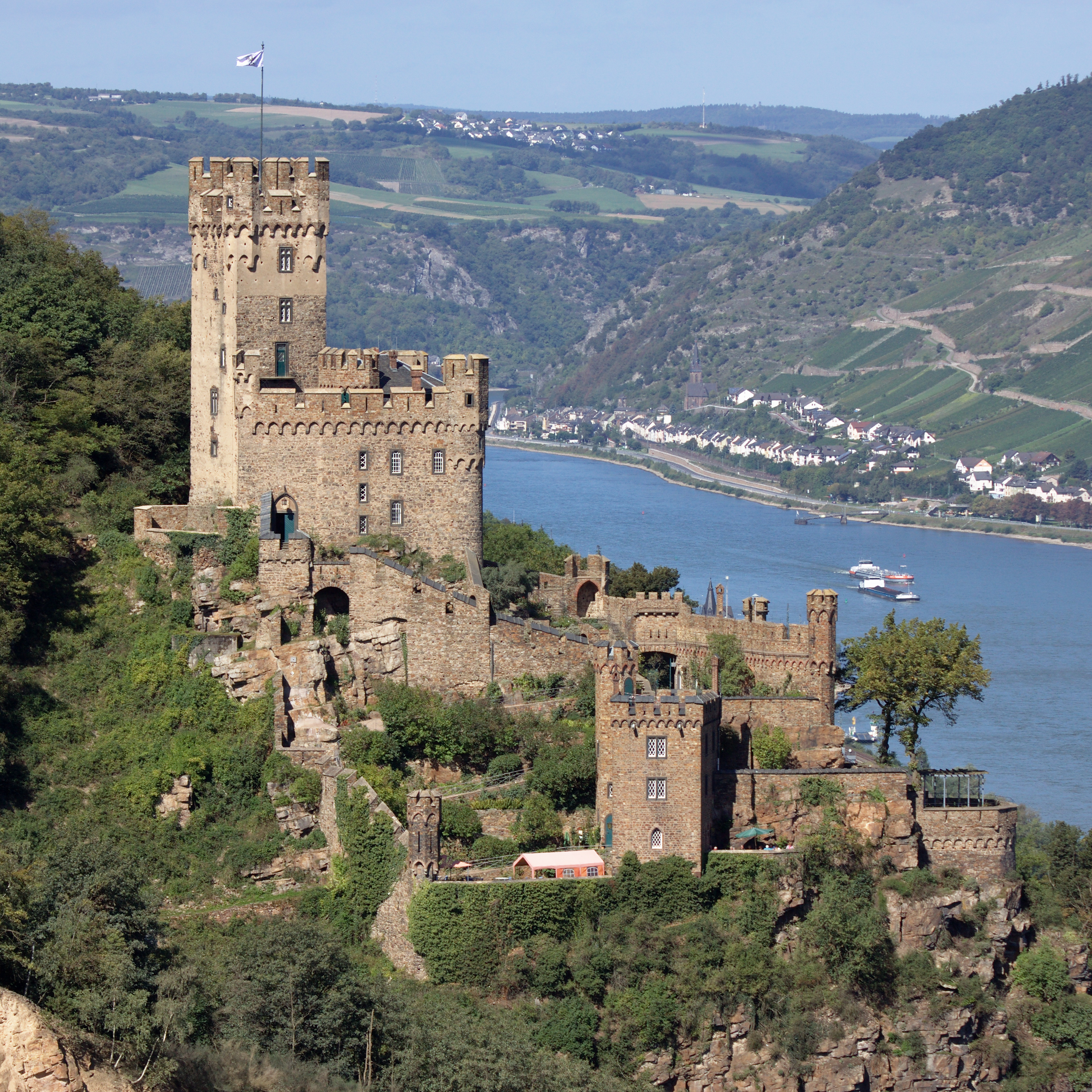
Burg Sooneck
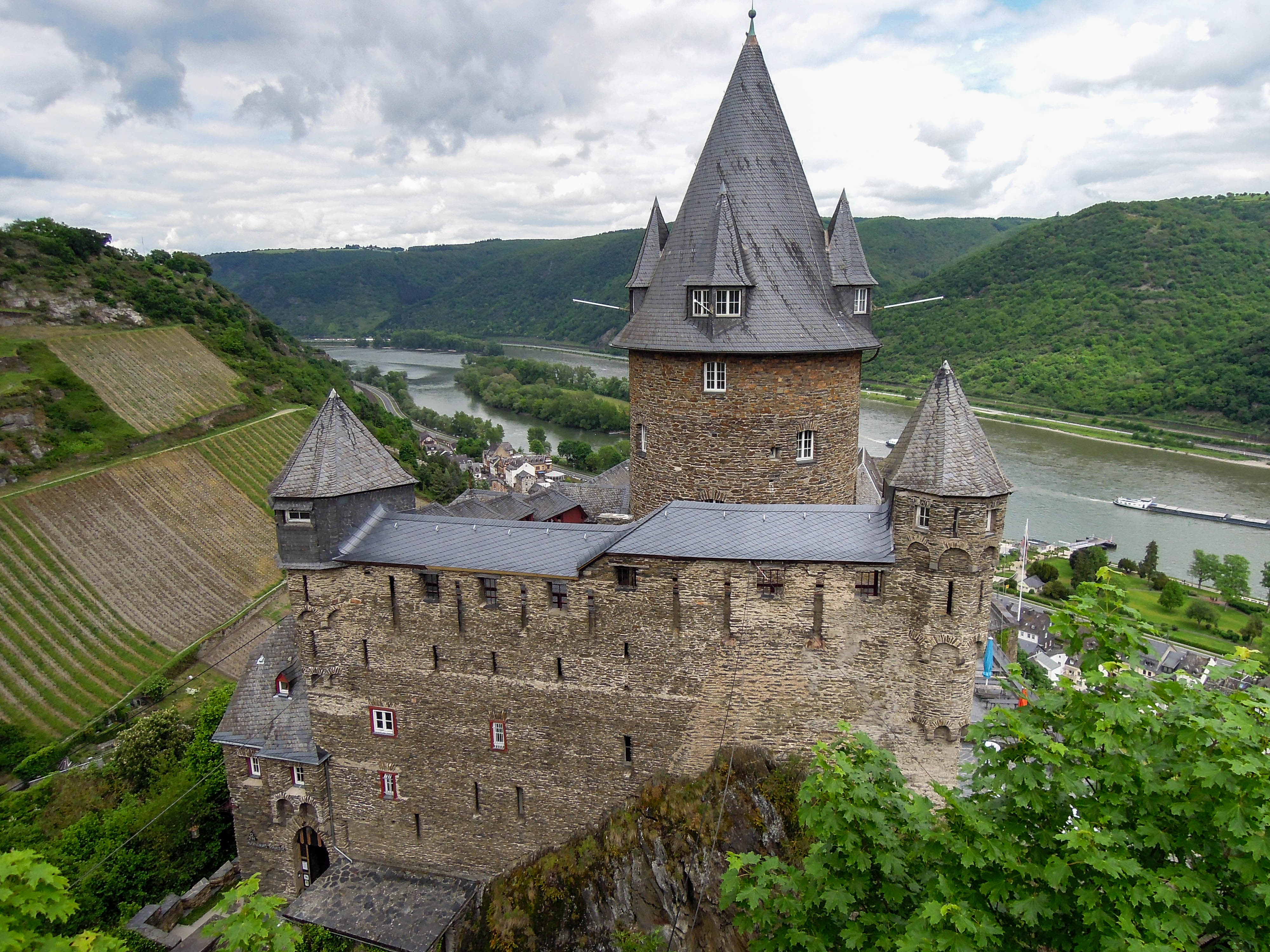
Burg Stahleck (Jugendherberge)
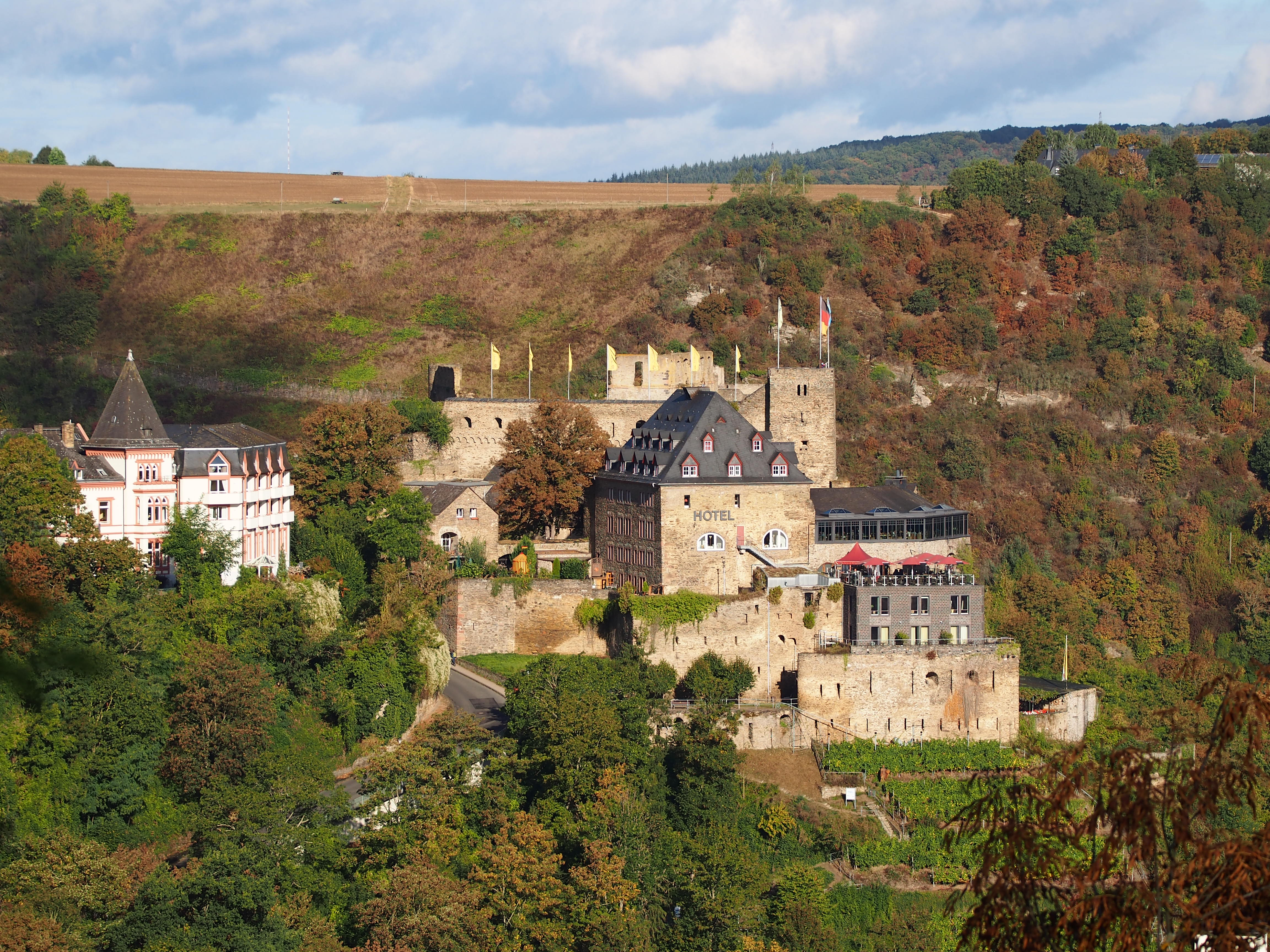
Burg Rheinfels mit Hotel
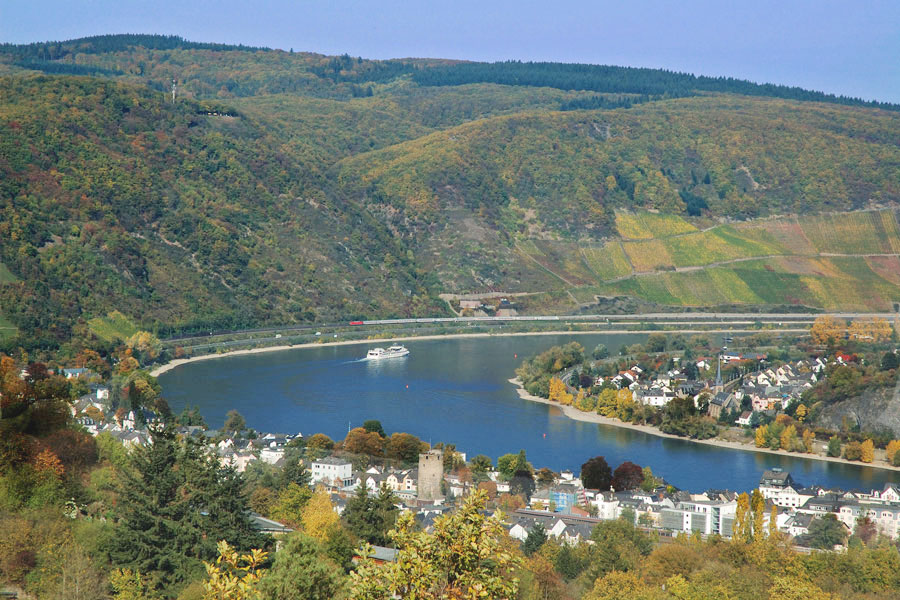
Rheinschleife am Bopparder Hamm
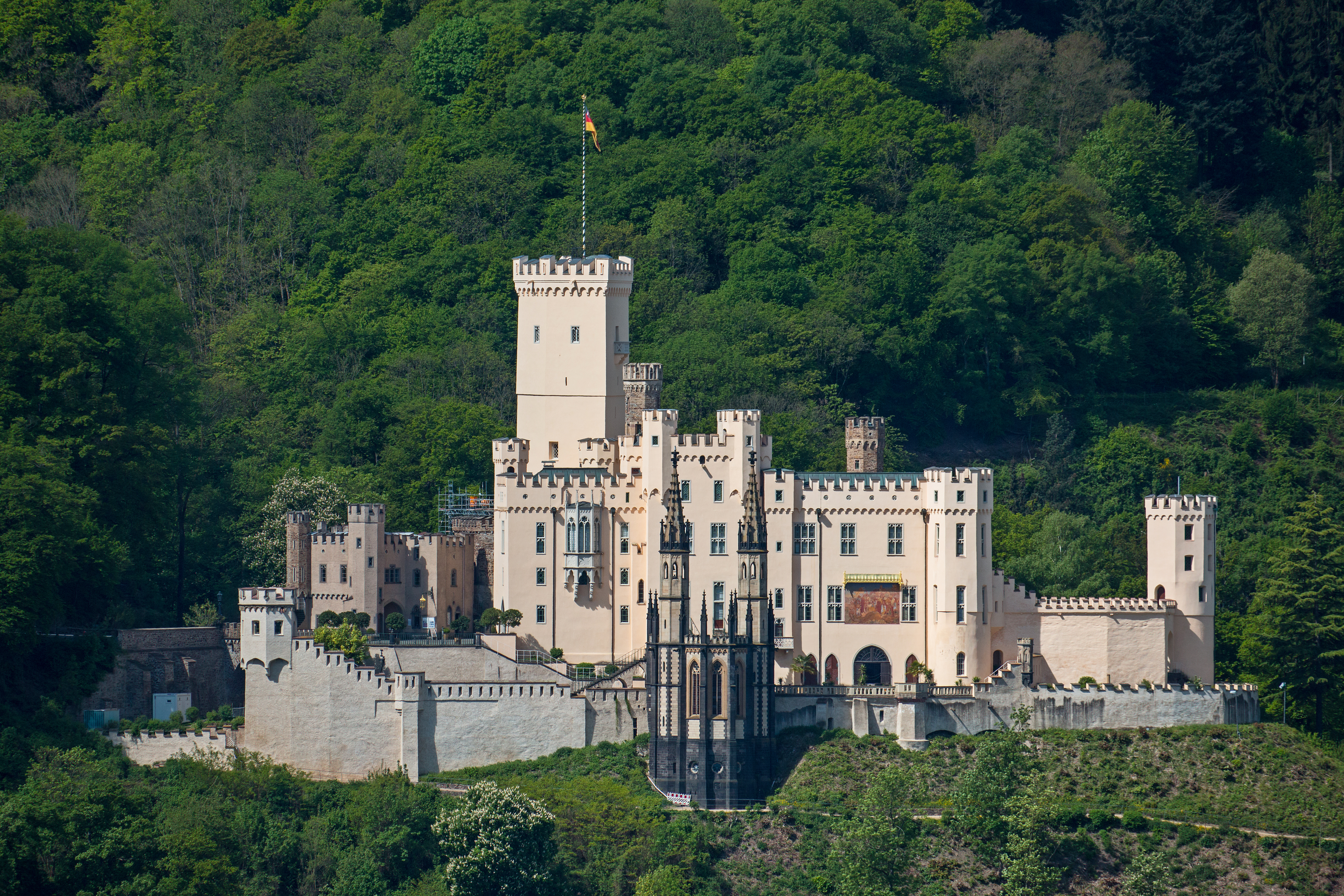
Schloss Stolzenfels
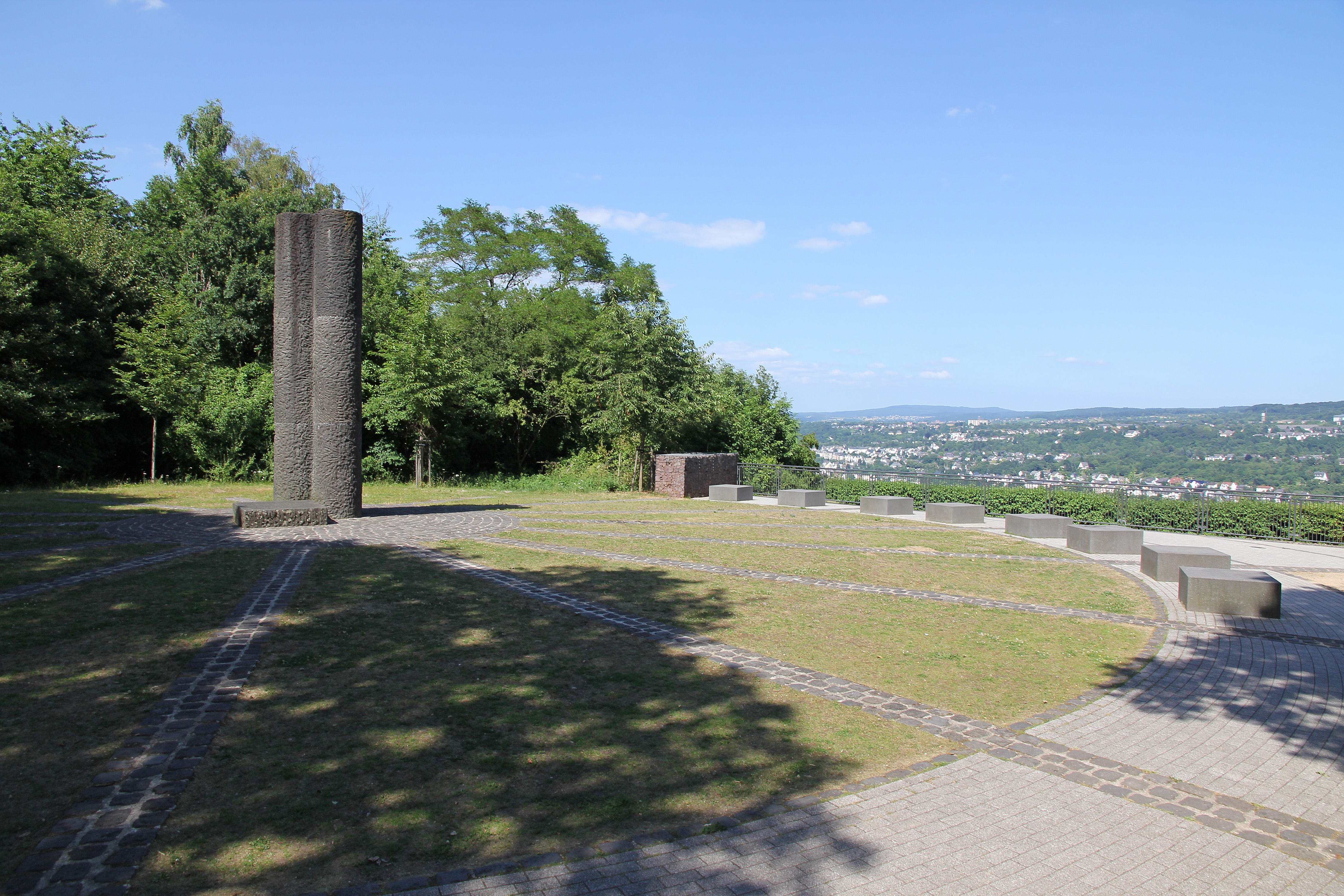
Aussichtspunkt Rittersturz

## Anreise

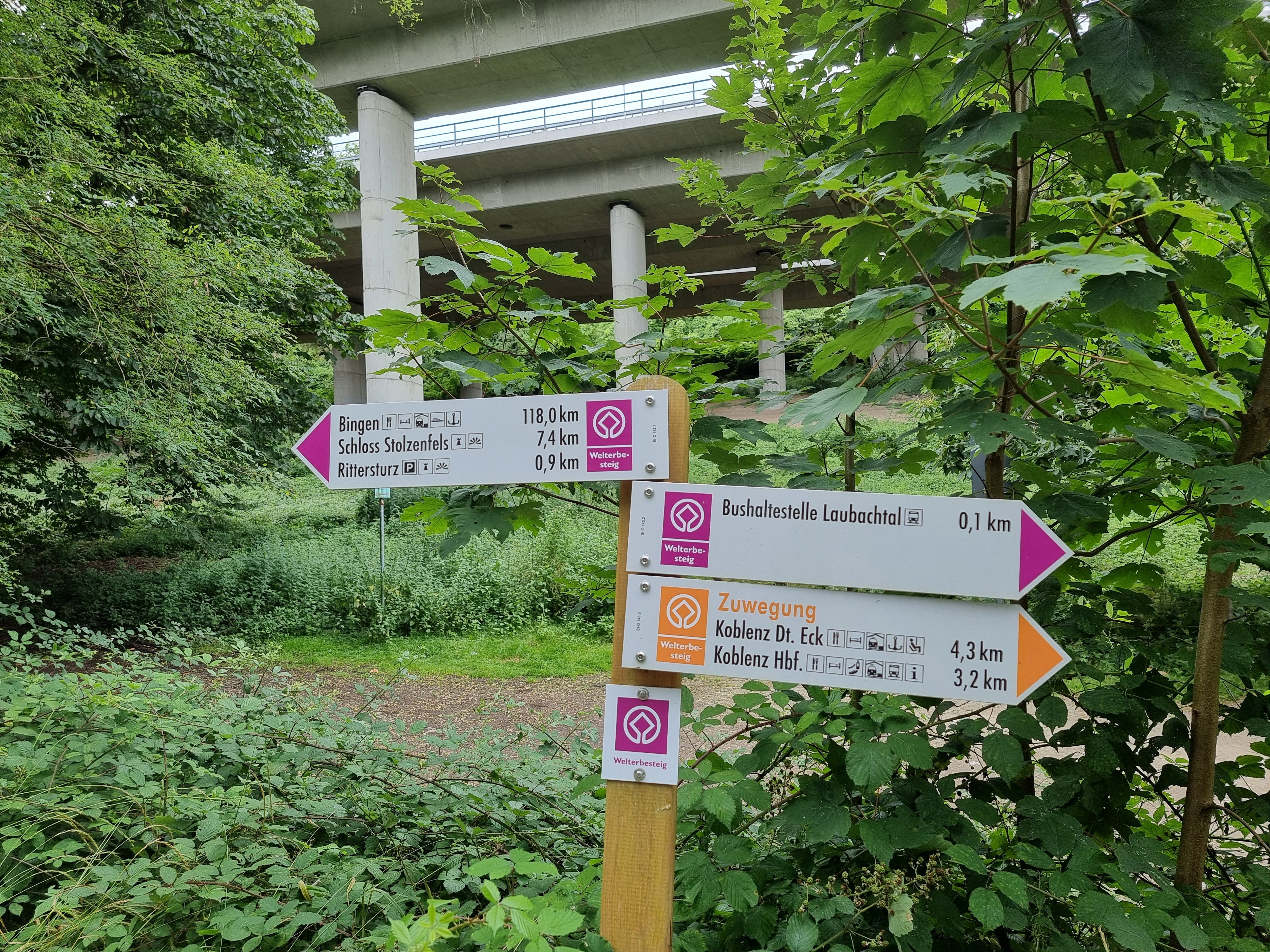
Endpunkt Koblenz Laubach

Über die Bundesstraße 9 sind alle Start- und Zielorte zu erreichen, ebenso mit der Bahn. Vom Endpunkt am Wanderparkplatz Laubach sind es zu Fuß noch 3,2 km bis zum Hauptbahnhof Koblenz.